# Monastère de Sestroljin
Le monastère de Sestroljin (en serbe cyrillique : Манастир Сестрољин ; en serbe latin : Manastir Sestroljin) est un monastère orthodoxe serbe situé à Poljana, sur le territoire de Ville de Požarevac et dans le district de Braničevo, en Serbie. Il est inscrit sur la liste des monuments culturels protégés de la République de Serbie (identifiant no SK 1730).